# Torre Pontina
La Torre Pontina est un gratte-ciel résidentiel situé à Latina (Italie). Avec une hauteur de 128 mètres, il s'agit de l'édifice le plus haut de la ville de Latina et du onzième gratte-ciel le plus haut d'Italie.

## Histoire

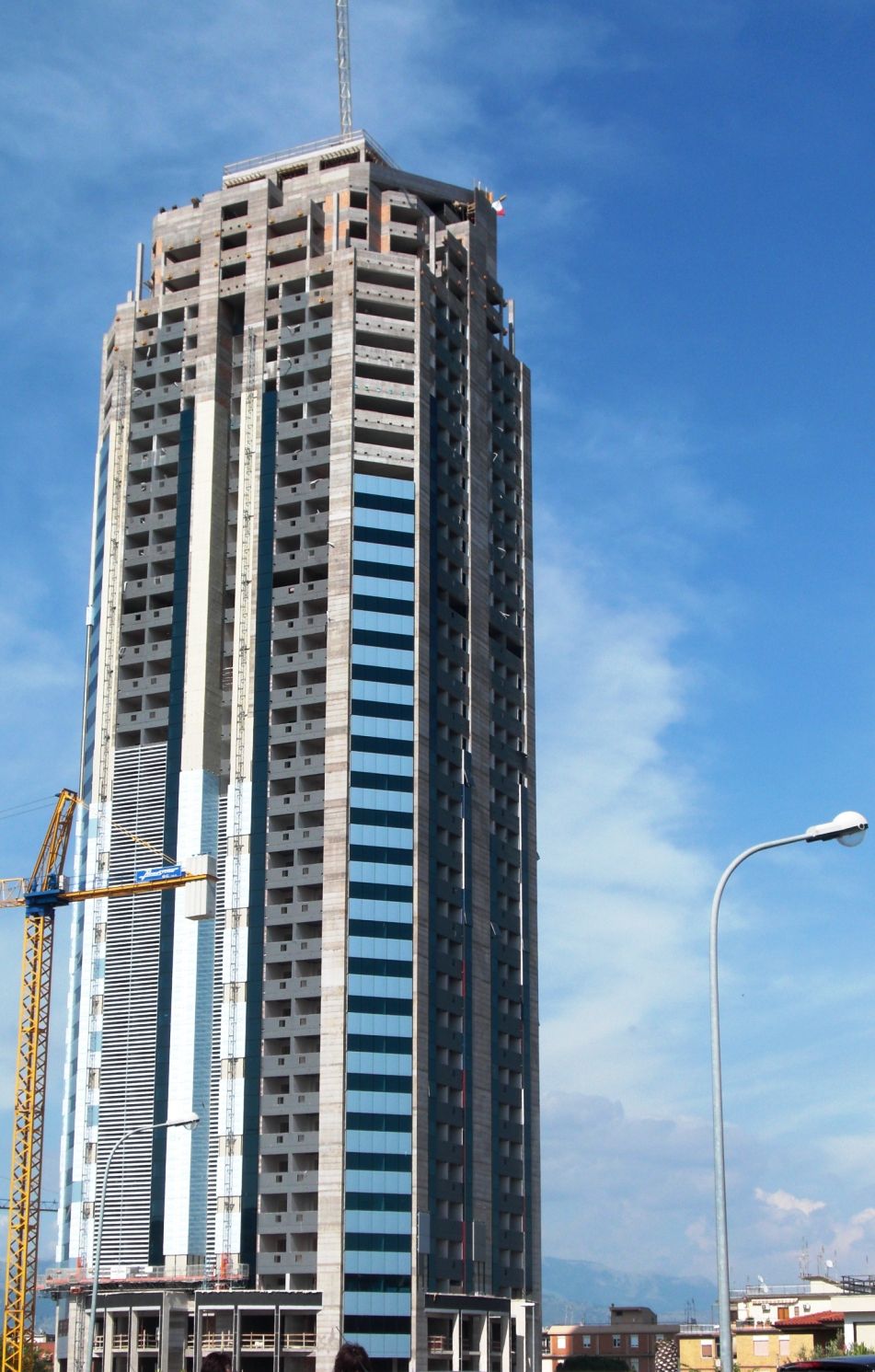
La tour en construction en 2009.